# Liste der Monuments historiques in Cressanges
Die Liste der Monuments historiques in Cressanges führt die Monuments historiques in der französischen Gemeinde Cressanges auf.

## Liste der Objekte
| Bezeichnung | Beschreibung          | Standort                       | Kennzeichnung | Schutzstatus | Datum | Bild |
| ----------- | --------------------- | ------------------------------ | ------------- | ------------ | ----- | ---- |
| Glocke      | Bronze, 1621 gegossen | in der Kirche St-Julien (Lage) | PM03000086    | Classé       | 1943  |      |